# Maria Taglioni (młodsza)

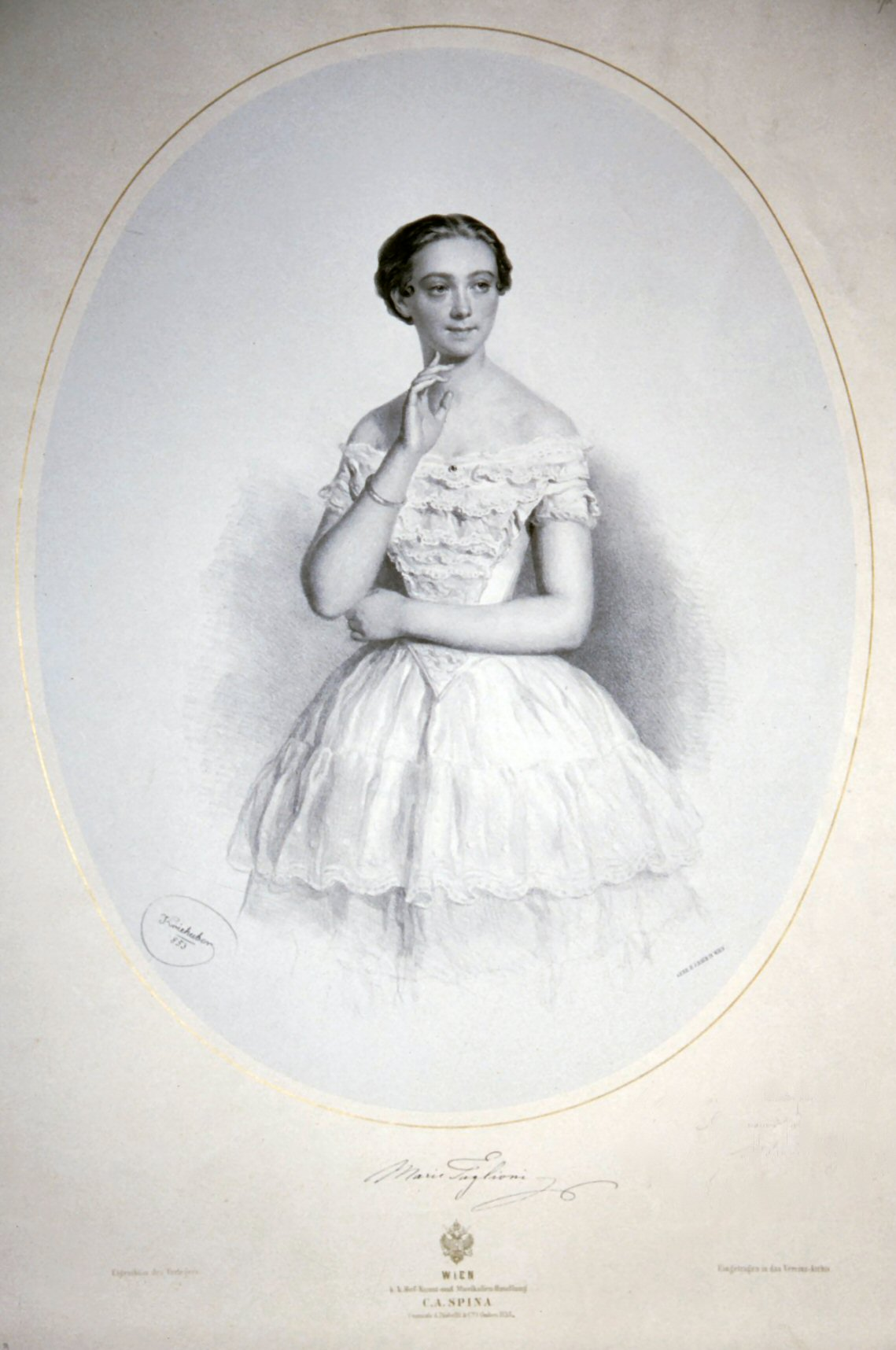
Maria Taglioni „młodsza”

Maria Taglioni (młodsza) (ur. 1833, zm. 1891) – tancerka, balerina teatrów w Berlinie.

## Życiorys
Maria Taglioni zwana „młodszą”, córka Paula Taglioniego i jego żony Amalii z domu Galster, bratanica Marii Taglioni, zwanej wielką. W latach 1849–1866 balerina teatrów w Berlinie. Często występowała za granicą, w Warszawie w roku 1851.

### Występy w Polsce
Od 19 maja do 8 czerwca 1851, przed carem Mikołajem I w Pomarańczarni w Łazienkach, w:  La Mañola  z  Dwaj złodzieje, czyli Robert i Bertrand,  Tańcu hiszpańskim i tańcu z baletu Sylfida,  Katarzyna, córka bandyty oraz  pas de deux, a w Skierniewicach w  Palermitanie  oraz w tańcach z opery  Marta  Friedricha von Flotowa. Tańczyła też w Teatrze Wielkim w balecie Sylfida, operze  Lunatyczka Vincenzo Belliniego. Partnerował jej wówczas Aleksander Tarnowski.